# Gideoni Monteiro
Pour les articles homonymes, voir Monteiro (homonymie).
Gideoni Monteiro, né le 2 septembre 1989 à Aracaju, est un coureur cycliste brésilien. Durant sa carrière, il participe à des compétitions sur route et sur piste. 

## Palmarès sur route

### Par années
- 2007
  - Grande Prémio Feira de Santana
- 2008
  -  Champion panaméricain sur route espoirs
  - Corrida da Independência
  - 7e du championnat panaméricain sur route
- 2009
  - Gran Premio di Roncolevà
- 2010
  - 3e du Grand Prix De Nardi
- 2011
  -  Champion panaméricain sur route espoirs
- 2012
  - 4e étape du Torneio de Verão
  - 2e de la Copa Cidade Canção
- 2013
  - Volta de Roraima :
    - Classement général
    - 1re (contre-la-montre), 2e et 3e étapes
- 2015
  - Torneio de Verão :
    - Classement général
    - 2e et 7e étapes
- 2017
  - Prova da Comarca de Poços de Caldas
- 2018
  - 10e du championnat panaméricain sur route

### Classements mondiaux
| Année            | 2008 | 2009 | 2010 | 2011 | 2012 | 2013 | 2014 | 2015 |
| ---------------- | ---- | ---- | ---- | ---- | ---- | ---- | ---- | ---- |
| UCI America Tour | 183e |      |      | 324e |      |      |      | 447e |
| UCI Europe Tour  |      |      |      | 940e |      |      |      |      |

## Palmarès sur piste

### Jeux olympiques
- Rio 2016
  - 13e de l'omnium

### Championnats du monde
- Saint-Quentin-en-Yvelines 2015
  - 15e de l'omnium

### Jeux panaméricains
- Toronto 2015
  -  Médaillé de bronze de l'omnium

### Championnats panaméricains
- Mar del Plata 2012
  -  Médaillé d'or de la poursuite individuelle
  -  Médaillé d'argent de la poursuite individuelle (avec Armando Camargo, Leandro Silva et Thiago Nardin)

### Championnats nationaux
- 2014
  -  Champion du Brésil de poursuite
  -  Champion du Brésil de l'omnium